# Christian Gotthelf Scheinpflug
Christian Gotthelf Scheinpflug (* 4. Juli 1722 in Zschopau; † 7. April 1770 in Rudolstadt) war ein deutscher Komponist und Kapellmeister.

## Leben
Scheinpflug unternahm erste musikalische Studien in Dresden. 1745 wurde der „Studiosus Scheinpflug als Tenor“ in die Rudolstädter Hofkapelle aufgenommen und 1747 zum Kammermusikus befördert. Von diesem Jahr an studierte er bis 1750 in Jena Theologie und Philosophie und wurde 1751 Regierungsadvokat am Rudolstädter Hofe. Am 30. Mai 1754 wurde er zum Hofkapellmeister ernannt und komponierte für alle höfischen Anlässe. Seine solide gearbeiteten und melodisch erfindungsreichen Kompositionen fanden außerhalb des Rudolstädter Hofes kaum Verbreitung.
Scheinpflug war Lehrer des als Lexikograph und Theoretiker bekannt gewordenen Heinrich Christoph Koch.

## Werke (Auswahl)
- 26 Sinfonien
- 17 Partiten, (darunter die Pathia pastorale, Il Pastore alla Caccia, Parthia à 3 Cori)
- 5 Ouverturen
- 1 Te Deum
- 2 Kantatenjahrgänge (1756) (größtenteils verschollen)
- 2 Kantatenjahrgänge (1763) (fast vollständig erhalten)
- Die Pilgrimae auf Golgatha (Musikalisches Drama)
- Giuseppe riconosciuto (Oratorium)